# Battesimo di Cristo (Donatello)
Il Battesimo di Cristo è un rilievo attribuito a Donatello e facente parte della decorazione del fonte battesimale del Duomo di Arezzo. Si tratta di un pannello marmoreo rettangolare (63,5x40,5 cm) e risale a dopo il 1425.

## Storia
L'opera venne attribuita da Vasari nelle Vite a un seguace di bottega di Donatello, ma la critica dall'inizio del XX secolo ha indicato sempre più con forza (sebbene non in maniera unanime) l'attribuzione diretta al maestro, tramite il confronto con altre opere dell'epoca.

## Descrizione e stile
Si tratta di un'opera eseguita con la tecnica dello "stiacciato", dove cioè le figure sono trattate a bassissimo rilievo in maniera simile per certi versi alla grafica. Essa mostra san Giovanni Battista che sta battezzando Cristo nel Giordano, circondati da altri neofiti, posti dietro alcuni alberi, da un servitore che sta porgendo un telo per asciugarsi e, a destra, da un angelo. Il paesaggio si spinge in profondità e la acque sono trattate in maniera grafica con i flussi resi dai tratti. 
Se alcune parti appaiono ben strutturate, come la figura del Cristo e il paesaggio, altre sono più schematiche e forse frutto di allievi, come le gambe del Battista.